# Папа Марко
Папа Марко (лат. Marcus; преминуо 7. октобра 336.) је био папа од 18. јануара до 7. октобра 336. године.
Мало се зна о његовом раном периоду живота. Према Liber Pontificalis, био је Римљанин, и отац му се звао Приск. Марко је наследио Светог Силвестера као папа 18. јануара, 336. Одржао је понтификат само осам месеци и двадесет дана, а умро 7. октобра исте године.
Неки докази указују на то да су ране листе бискупа и мученика, познатих као Depositio episcoporum и Depositio martyrum почеле са бележењем током његовог понтификата. Према Liber Pontificalis, папа Марко је издао устав којим даје бискупу Остије палијум, потврђујући тако његову моћ да освешта новоизабране папе. Такође, према Liber Pontificalis, папа Марко је заслужан за оснивање базилике Светог Марка у Риму, и цркве код катакомби близу Балбина, недалеко од града на земљишту добијеном као донација цара Константина.
Марко је умро природном смрћу и сахрањен је у катакомбама у Балбини. Године 1048 његови посмртни остаци премештени су у град Велетри, а од 1145 су пребачени у базилику Светог Марка у Риму, где се чувају у урни испод олтара. Његов празник слави се 7. октобра.